# Parafia św. Jana Pawła II w Podsarniu
Parafia Świętego Jana Pawła II w Podsarniu – rzymskokatolicka parafia należąca do dekanatu Jabłonka archidiecezji krakowskiej. Parafia została erygowana w 2006. Parafii podlega również kaplica w Harkabuzie.